# Hexisopus abnormis
Espèce
Synonymes
- Mossamedessa abnormis Roewer, 1932

Hexisopus abnormis est une espèce de solifuges de la famille des Hexisopodidae.

## Distribution
Cette espèce est endémique d'Angola. Elle se rencontre vers Moçâmedes.

## Description
Le mâle holotype mesure 10 mm.

## Publication originale
- Roewer, 1932 : Solifuga, Palpigrada. Dr. H.G. Bronn's Klassen und Ordnungen des Thier-Reichs, wissenschaftlich dargestellt in Wort und Bild. Akademische Verlagsgesellschaft M. B. H., Leipzig. Fünfter Band: Arthropoda; IV. Abeitlung: Arachnoidea und kleinere ihnen nahegestellte Arthropodengruppen, vol. 1, p. 1–160 (texte intégral).